# نازان آكسوي
نازان آكسوي (بالتركية: Nazan Aksoy)‏ (ولدت في عام 1950) ناقدة تركية، وكاتبة وأستاذة جامعية. ولدت نازان في مدينة إسطنبول. وقد تخرجت من المدرسة الألمانية الثانوية في عام 1969. وفي عام 1974 انتقلت من قسم الهندسة في جامعة إسطنبول إلى قسم اللغة الإنجليزية وآدابها وتخرجت نازان من ذلك القسم. وفي عام 1982 عقب حصول نازان آكسوي على شهادة الدكتوراه من الجامعة نفسها قد شغلت منصباً في كلية التربية والتعليم في جامعة مرمرة وذلك خلال أعوام 1984 – 2001. ومنذ عام 1997 شغلت نازان آكسوي منصب عضو هيئة التدريس في أقسام تدريس اللغة الإنجليزية والأدب المقارن في جامعة المعلومات بإسطنبول. وكانت تلقي محاضرات عن تاريخ المسرح والنقد الأدبي وذلك على المستوى الجامعي.
وفي عام 1989 أجرت نازان آكسوي بحثاً عن عمق أعمال الكاتب وذلك في أول كتاب لها بعنوان «إيريس مردوخ وفلسفته وفنه»، وعلقت نازان أيضاً على الصورة التركية التي تحتل مكاناً في المسرحيات التي مثلها في إنجلترا في القرن السادس عشر وذلك في كتاب «الأتراك في إنجلترا بعصر النهضة» في عام 1990. وأجرت أبحاثاً عن الخلفية التاريخية. واختارت الكاتبة نازان آكسو قضية النظرية في كتاب «الغرب والآخرين». وأشارت نازان إلى عوائق بحث الموضوعات الأدبية لتلك الفترة مثل الشكلية الروسية، و ميخائيل باختين والمرأة في الأدب من خلال رؤية الغرب الأوسط وتسببت في العديد من المناقشات. وفي عام 1997 تأهبت نازان آكسوي لنشر الجوائز التي حصل عليها كتاب مثل أورهان باموك ، و جال بارلا ، و مراد بيلجا و فاتح أوزجوفن وذلك عن السيرة الذاتية وأعمال الناقدة والكاتبة بيرنا موران حيث أنها قد توفيت في عام 1993 وتعد أستاذة جامعية تحاضر في اللغة الإنجليزية وآدابها بجامعة إسطنبول وقد كتبت نازان كل هذا في كتابها «نظرة نقدية إلى الأدب التركي» وتحدثت أيضاً عن الجائزة التي أقُرت تحريرها مع زوجها بولنت آكسوي وفي عام 1997 وقد سلموها إلى بيرنا موران. وبعد أن ألقت نازان آكسوي نداوات حول السيرة الذاتية للمرأة في تركيا حيث أنها قد ألقتها على مستوى الدراسات العليا في عام 2008 في جامعة المعلومات بإسطنبول وقد أجرت أبحاثاً حول هذا الموضوع في كتابها «خيالية الذات: السيرة الذاتية، والمرأة والجمهورية».

## أنطر أيضاً
•	جامعة المعلومات بإسطنبول [التركية]
•	مراد بيلجا [التركية]
•	جالا بارلا [التركية]

## وصلات خارجية
•	كتب الكاتبة التي صدرت عن دار نشر الإتصال
•	البحث المُسمى «المرأة ـ والخيال والتاريخ» والذي نٌشر في صحيفة الحزب
•	بحث مؤسسة العلوم والفنون